# Geelborstelwolzwever
De geelborstelwolzwever (Bombylius canescens) is een vliegensoort uit de familie van de wolzwevers (Bombyliidae). De wetenschappelijke naam van de soort is voor het eerst geldig gepubliceerd in 1796 door Mikan.